# Bogensegade
Bogensegade er en gade beliggende på Østerbro i København. Gaden forbinder Assensgade, Randersgade og Strandboulevarden og er en del af et boligkvarter, hvor mange gader er opkaldt efter danske provinsbyer.

## Baggrund og navngivning
Bogensegade er opkaldt efter den fynske by Bogense og følger den lokale tradition på Østerbro, hvor mange gader bærer navne efter byer uden for hovedstaden. Gaden blev anlagt kort efter 1900.

## Bebyggelse
På hjørnet af Randersgade ligger en boligkarré opført i 1905. Et af gadens mest bemærkelsesværdige huse er Bogensegade 8, tegnet af arkitekterne W. Hansen og A. Jørgensen. Huset er kendt for sine utraditionelle, runde vinduer, som adskiller det fra den øvrige bebyggelse i området.